# David Agius

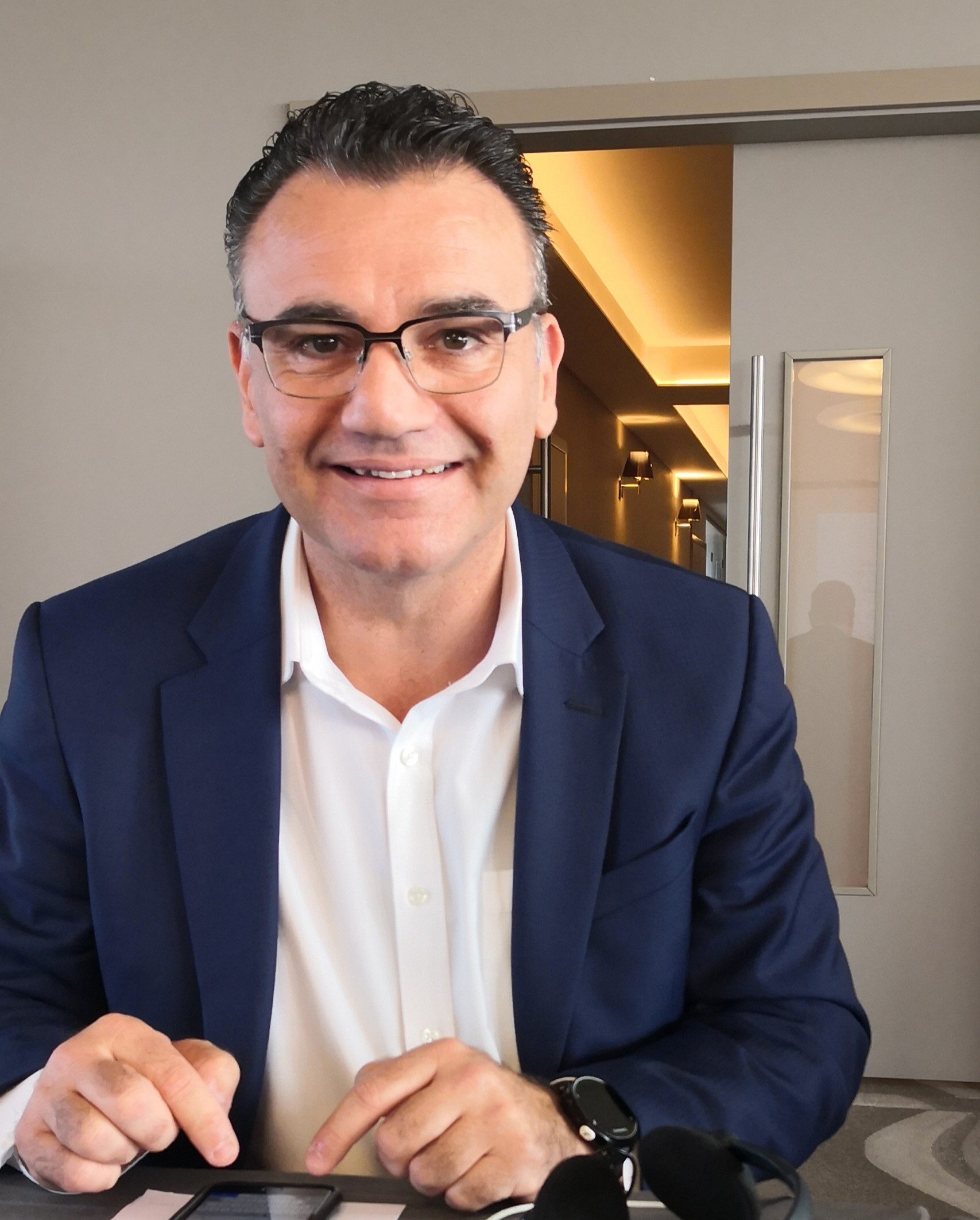
David Agius

Hon. David Agius (* 18. November 1968) ist ein maltesischer Politiker der Partit Nazzjonalista (PN), der seit 2003 Mitglied des Repräsentantenhauses ist. In der aktuellen 14. Legislaturperiode ist er seit dem 7. Mai 2022 stellvertretender Sprecher des Repräsentantenhauses.

## Leben
David Agius absolvierte ein Studium der Fächer Wirtschaftswissenschaften sowie Management an der Universität Malta und war Mitarbeiter der Malta Freeport Terminals Ltd. Seit 1991 moderierte und produzierte er verschiedene Programme auf Radio 101, Net TV, UTV und Smash TV. Sein politisches Engagement für die Nationalistische Partei PN (Partit Nazzjonalista) begann er in der Kommunalpolitik, als er 2001 zum Mitglied des Gemeinderates von Attard gewählt wurde. Am 14. April 2003 wurde er für die Partit Nazzjonalista erstmals zum Mitglied des Repräsentantenhauses (Kamra Tad-Deputati) gewählt und gehört diesem nach seinen Wiederwahlen am 18. April 2008, 28. März 2013, 6. Juni 2017 und am 26. März 2022 zunächst als Vertreter des 8. Wahldistrikts an, der Birkirkara, Iklin, Lija und einen Teil von Santa Venera umfasst. Seit 2008 ist er Vertreter des 11. Wahldistrikts, zu dem Mdina, Attard, Balzan und Mosta gehören.
In der elften Legislaturperiode war Agius, der auch Vizepräsident der Europäischen Union Christlich-Demokratischer Arbeitnehmer (EUCDA) ist, vom 28. Mai 2008 bis 7. Januar 2013 als Government Whip Parlamentarischer Geschäftsführer der Regierungsfraktion der PN. Zugleich war er zwischen dem 3. Juni 2008 und dem 7. Januar 2013 als Mitglied des Ständigen Ausschusses für Angelegenheiten des Repräsentantenhauses. Er erklärte im Juli 2011, dass er für den Entwurf zum Scheidungsgesetz stimmen wird. Im Juli 2012 verkündete er eine „neue Art der Politik“: Als erster Abgeordneter brachte er eine eigene App für Handys und Tablets auf den Markt, wodurch sich seine Wähler über seinen Tagesablauf informieren und Projekte verfolgen können. Im Mai 2013 erklärte er seinen Verzicht auf eine Kandidatur als Generalsekretär der Nationalistischen Partei. In der 13. Legislaturperiode fungierte er vom 24. Juni 2017 bis zum 20. Februar 2022 als Opposition Whip und damit als Parlamentarischer Geschäftsführer der nunmehr oppositionellen PN-Fraktion. Im November 2017 wurde er neben Robert Arrigo zum stellvertretenden Vorsitzenden der PN gewählt und damit zum Stellvertreter des Parteivorsitzenden Adrian Delia. Als stellvertretender Parteivorsitzender war er bis 2022 für Parlamentsangelegenheiten und Arrigo für Parteiangelegenheiten zuständig. Im November 2018 griff er die Frage um das Unternehmen Egrant erneut auf, verwies auf Unstimmigkeiten bei den Energierechnungen und fragte im Parlament, ob das panamaische Unternehmen Egrant zur Labour Party gehört. Im März 2022 räumte er als Vize-Parteivorsitzender ein, dass die Nationalistische Partei seit 2017 große Turbulenzen durchgemacht hat. Er zeigte sich aber auch überzeugt, dass die Partei immer noch die Glaubwürdigkeit und das öffentliche Vertrauen besitzt, um das Land erneut zu regieren.
In der aktuellen 14. Legislaturperiode ist er seit dem 7. Mai 2022 stellvertretender Sprecher des Repräsentantenhauses (Deputy Speaker of the House of Representatives) und damit Vertreter von Parlamentssprecher (Speaker of the House of Representatives) Angelo Farrugia. Nach der Umbildung des Kabinetts Abela II von der Labour Party im Januar 2024 kritisierte er die unzureichende Vertretung von Frauen im Kabinett. Im Januar 2024 deutete er an, Maltas höchste Fußballliga (Maltese Premier League) sei manipuliert und beklagte zugleich in einer Parlamentsdebatte die mangelnde Strafverfolgung von Korruption im Sport und deutete an, der Sieger der Fußballliga stehe bereits fest. Bei der Europawahl am 8. Juni 2024 war er neben Roberta Metsola, David Casa, Peter Agius, Miriana Calleja Testaferrata de Noto, Norma Camilleri, LouisAnne Pulis und Lee Bugeja Bartolo einer der acht Kandidaten der PN, die für einen der sechs maltesischen Mandate im Europäischen Parlament kandidierten. Zur Europawahl forderte er im Mai 2024, dass sich die PN sich darauf konzentrieren muss, was Europa für Malta bedeutet. Die PN gewann mit 109.351 Stimmen (42,02 Prozent) ebenso wie die Partit Laburista (117.805 Stimmen, 45,26 Prozent) drei der sechs Mandate, die von Roberta Metsola, David Casa und Peter Agius eingenommen wurden. Im Oktober 2024 forderte er die Labour-Regierung auf, die Lokalplanung von 2016 zu überarbeiten.
Aus seiner Ehe mit Debbie Agius, geborene Spiteri, gingen die beiden Töchter Davinia and Desiree Agius hervor.

## Veröffentlichungen
- No financial allocations made despite promises to local councils. The Times of Malta, 27. November 2014, abgerufen am 11. März 2025 (englisch).
- Malta belongs to its people. The Times of Malta, 8. Januar 2018, abgerufen am 11. März 2025 (englisch).
- Climate reality vs heads in sand. The Times of Malta, 15. Juli 2019, abgerufen am 11. März 2025 (englisch).
- Our fight does not stop here. The Times of Malta, 3. März 2023, abgerufen am 11. März 2025 (englisch).
- Maltese football games are fixed and the culprits are known. The Times of Malta, 24. Januar 2024, abgerufen am 11. März 2025 (englisch).